# Petrus Magni
Petrus Magni (schwedisch: Peder Månsson) (* 1462; † 17. Mai 1534) war ein schwedischer Mönch und Bischof von Västerås.
Nach seiner Priesterweihe war Månsson zunächst Schulmeister und Kaplan von Vadstena. 1499 trat er jedoch als Mönch ins ansässige Birgittenkloster ein. 1507 schickte ihn sein Orden nach Rom zur Erledigung einiger klösterlicher Angelegenheiten. Nach Beendigung dieser Aufgabe beschäftigte sich Månsson mit verschiedenen wissenschaftlichen Arbeiten, sammelte und übersetzte sie ins Schwedische.
Zwischen 1512 und 1524 verfasste er ein sogenanntes „Bergbuch“, ein umfangreiches Literaturwerk, das sich mit den geologischen Besonderheiten der Region, deren Mineral- und Erz-Lagerstätten sowie verschiedenen Techniken des Berg- und Hüttenwesens und der zugehörigen Alchemie auseinandersetzte.
Månssons Abneigung gegen die Herrschaft der Dänen und das weltliche Treiben vieler Geistlicher sowie seine Begeisterung für die Lehren des Martin Luther veranlasste den 1523 zum König gewählten Gustav I. Wasa dazu, ihn in Rom zum Bischof von Västerås wählen zu lassen. König Gustavs heimliche Pläne, Månsson als Gehilfen für seine Reformation der Kirche und Verstaatlichung des Kirchenguts einzusetzen, scheiterten jedoch zunächst an der beharrlichen Weigerung des alten Geistlichen. Der wütende König nahm dem neuen Bischof alle Macht und Einfluss und führte seine Pläne alleine durch.
Als gebrochener Mann starb Peder Månsson schließlich am 17. Mai 1534. Sein Bergbuch ging zwar nie in Druck, ist jedoch handschriftlich erhalten geblieben und diente den nachfolgenden Wasa-Königen als Richtschnur zur technischen Entwicklung des Landes sowie bis heute als wichtige Quelle zur Erschließung der Geschichte der Technik.